# Camela (Ipojuca)
Camela é um distrito do município de Ipojuca, no estado brasileiro de Pernambuco.

## Localização
Distante 70 km da cidade de Recife, tem acesso pelas rodovias BR-101 Sul, PE-060 e depois PE-051.